# Costa rocallosa

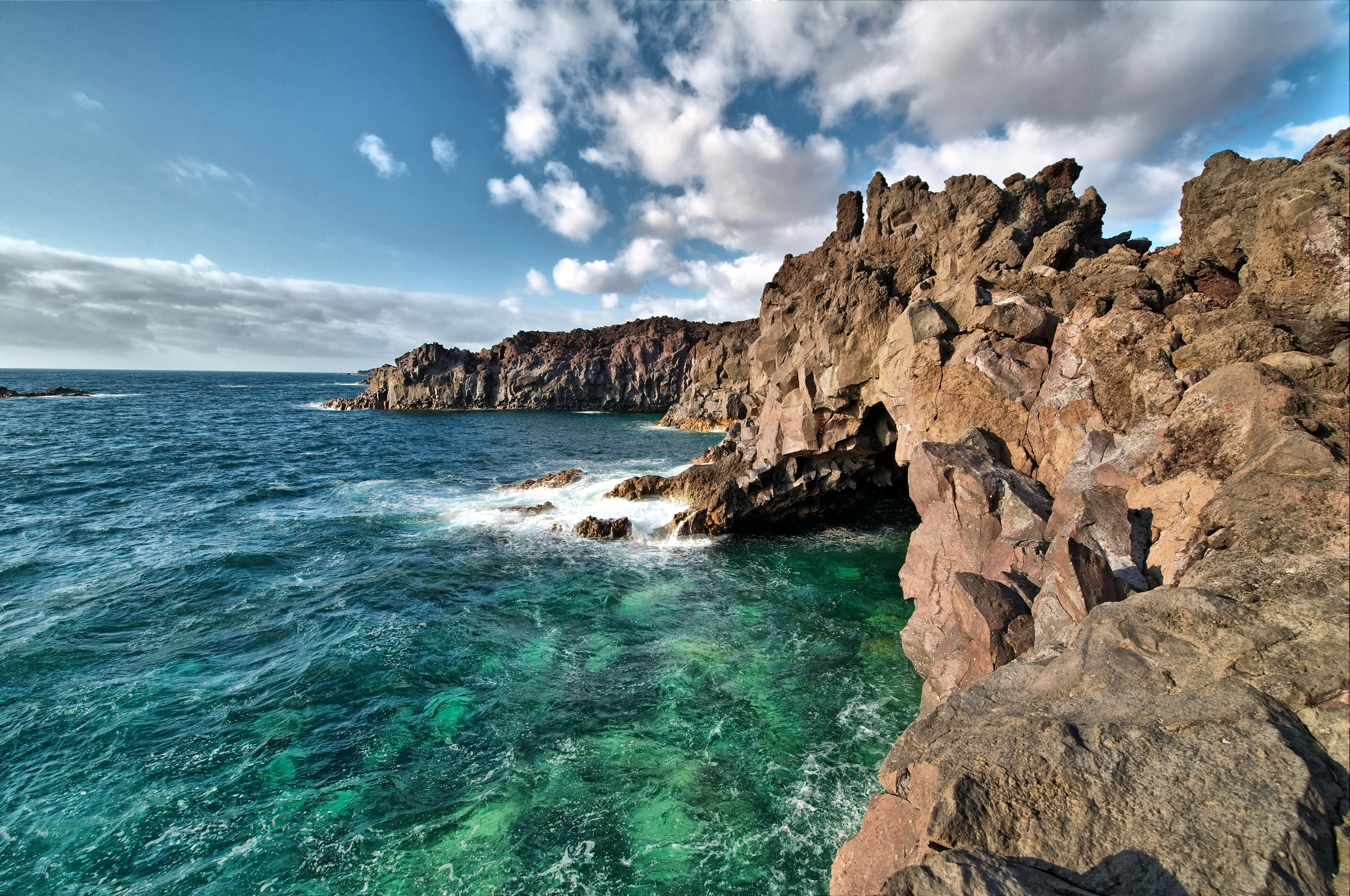
Costa rocosa a Lanzarote (Espanya)

Una costa rocallosa és una zona de marees de la costa en la qual predominen les roques sòlides. Les costes rocalloses són medis de gran diversitat biològica i un laboratori natural útil per a l'estudi de l'ecologia de marees i altres processos biològics. Com que són zones de fàcil accés, fa temps que les costes rocalloses són estudiades i les seves espècies són conegudes. Alguns mamífers marins, com ara les foques, hi passen una part important de la seva vida.